# Honingkruid
Honingkruid of suikerplantje (Stevia rebaudiana) is een door de wind bestoven, meerjarige plant uit de composietenfamilie, die van oorsprong uit subtropisch en tropisch Zuid- en Centraal-Amerika komt en nog in het wild voorkomt op de hoogvlakte in het grensgebied tussen Brazilië en Paraguay. De plant wordt daar door de oorspronkelijke bewoners al eeuwenlang gebruikt als zoetmiddel in dranken als maté, medicinale drankjes en in kruidenextracten.

## Kweek
De plant wordt veelal als eenjarig gewas gekweekt. De plant kan tot één meter hoog worden en heeft smalle bladeren die tot drie centimeter lang zijn. Kweken uit zaad gaat moeilijk omdat de plant niet zelfbestuivend is en doorgaans 13-15% van het zaad goed kiemt, zelfs wanneer het zaad vers is (niet ouder dan 6 maanden).
De plant staat graag warm en vochtig, maar niet met natte voeten. De grondsoort kan lichtzure, zanderige leemgrond zijn. Bij lengende dagen ontwikkelt zich het blad; bij korter wordende dagen gaat de plant bloeien.

## Toepassingen

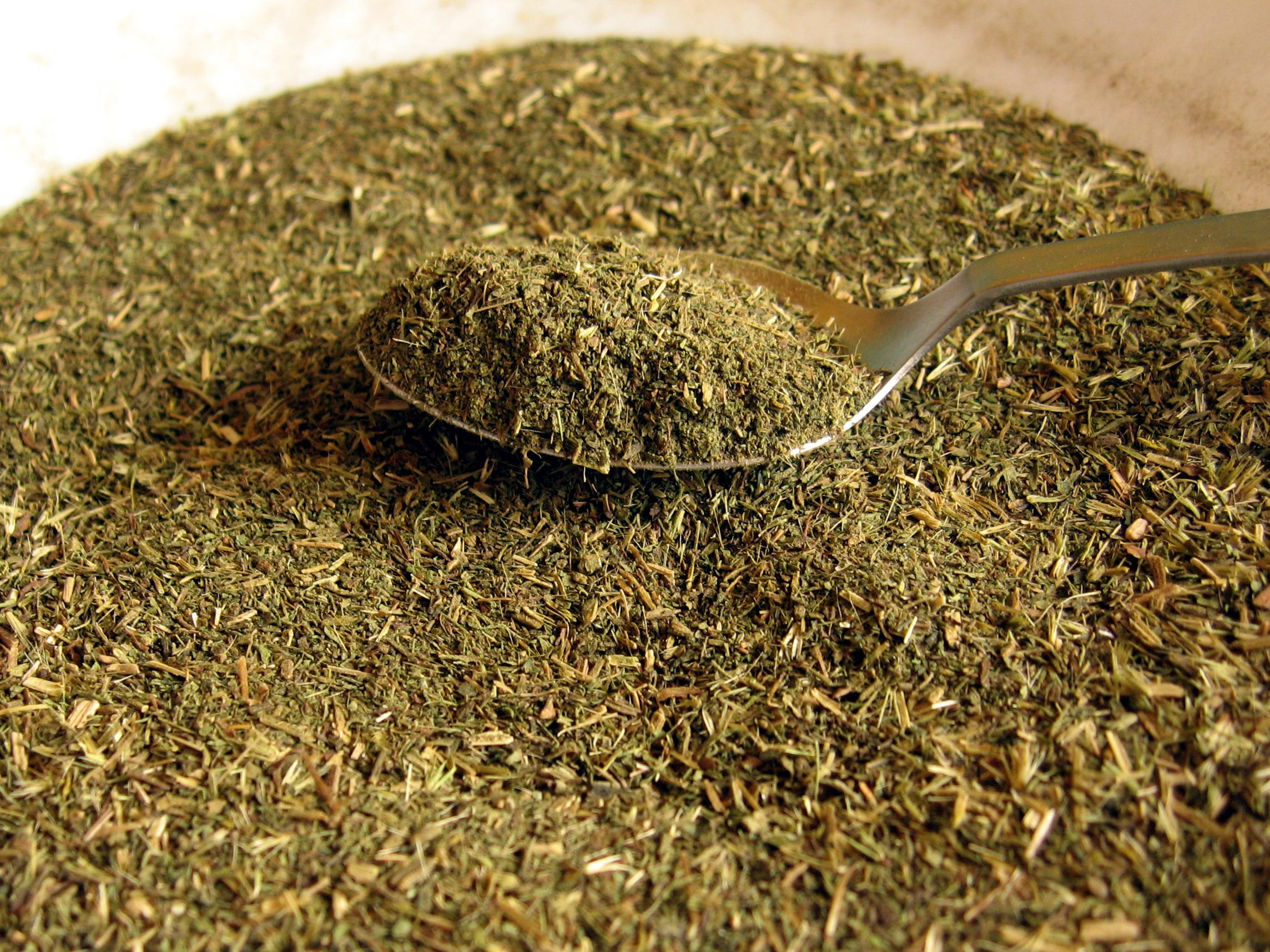
Stevia in poedervorm

Met name in Japan en Brazilië worden steviabladeren al eeuwen gebruikt om voedingsmiddelen te zoeten en industrieel wordt daar al decennialang gezoet met stevia-inhoudsstoffen.
De plant wordt in mei en juni aangeboden in tuincentra, als "suikerplantje" of "honingkruid". Hobbykwekers malen soms het gedroogde blad om het poeder als zoetmiddel te gebruiken. Niettemin was toepassing van steviolglycosiden in voedingsmiddelen tot 2011 niet toegestaan in de Europese Unie. Dit omdat de veiligheid ervan volgens de Wetenschappelijke Voedingsmiddelencommissie van de Europese Unie niet vaststond. In 2011 werden de steviolglycosiden stevioside en rebaudioside alsnog opgenomen in de Europese lijst van voedingsadditieven, met E-nummer E960.
In voedingsmiddelen is gebruik van steviabladeren als zoetstof niet toegestaan, aangezien alleen de geconcentreerde steviolglycosiden als voedingsadditief zijn toegelaten. De zoetstoffenwetgeving is ontworpen voor individuele zoetstoffen en sluiten in feite opneming van steviablad als "zoetstof" uit, aangezien alle individuele inhoudsstoffen van steviabladeren dan op veiligheid zouden moeten worden beoordeeld. Gebruik van steviabladeren in voedingsmiddelen is in Nederland overigens wél toegestaan zolang deze bladeren niet als zoetstof worden gedeclareerd.
Stevia wordt ook verwerkt als ingrediënt van gezichtscrèmes, handcrèmes, voetenzalven, lippenbalsems en tandpasta's.

## Smaak
De zoete smaak van de stevia is sterker dan die van suiker. Vertaald naar suiker zou stevia ongeveer 200 keer zo zoet zijn als suiker. Toch zijn er weinig producten die alleen stevia gebruiken en geen suiker. De reden hiervoor is dat pure stevia een sterke bittere dropachtige nasmaak heeft. Als stevia gemengd wordt met suiker, valt deze nasmaak weg. De verhouding tussen stevia en suiker is meestal rond de 45%, dit is het hoogste percentage stevia zonder de sterke nasmaak.